# Boxe nos Jogos Pan-Americanos de 2015 - Peso pesado
A categoria pesado do boxe nos Jogos Pan-Americanos de 2015 foi disputada entre 18 e 24 de julho no Centro Esportivo Oshawa em Oshawa, Ontário.

## Calendário
Horário local (UTC-4).
| Data        | Horário | Fase             |
| ----------- | ------- | ---------------- |
| 18 de julho | 19:00   | Quartas-de-final |
| 22 de julho | 21:05   | Semifinal        |
| 24 de julho | 20:55   | Final            |

## Medalhistas
| Ouro   | CUB Erislandy Savón                |
| Prata  | COL Deivi Julio                    |
| Bronze | CAN Samir El-Mais CHI Miguel Veliz |

## Resultados

### Chave
|  | Quartas-de-final          | Quartas-de-final          | Quartas-de-final |  |  | Semifinal           | Semifinal           | Semifinal           |   |                 | Final           | Final | Final |
|  |                           |                           |                  |  |  |                     |                     |                     |   |                 |                 |       |       |
|  | COL Deivi Julio           | COL Deivi Julio           | 3                |  |  |                     |                     |                     |   |                 |                 |       |       |
|  | ECU Julio Castillo        | ECU Julio Castillo        | 0                |  |  | COL Deivi Julio     | COL Deivi Julio     | WO                  |   |                 |                 |       |       |
|  | BRA Juan Nogueira         | BRA Juan Nogueira         | 1                |  |  | CAN Samir El-Mais   | CAN Samir El-Mais   |                     |   |                 |                 |       |       |
|  | CAN Samir El-Mais         | CAN Samir El-Mais         | 2                |  |  |                     |                     |                     |   | COL Deivi Julio | COL Deivi Julio | 1     |       |
|  | CHI Miguel Veliz          | CHI Miguel Veliz          | 3                |  |  |                     | CUB Erislandy Savón | CUB Erislandy Savón | 2 |                 |                 |       |       |
|  | VEN Alfonso Flores Millan | VEN Alfonso Flores Millan | 0                |  |  | CHI Miguel Veliz    | CHI Miguel Veliz    | 0                   |   |                 |                 |       |       |
|  | DOM Joaquín Berroa        | DOM Joaquín Berroa        | 0                |  |  | CUB Erislandy Savón | CUB Erislandy Savón | 3                   |   |                 |                 |       |       |
|  | CUB Erislandy Savón       | CUB Erislandy Savón       | 3                |  |  |                     |                     |                     |   |                 |                 |       |       |
|  |                           |                           |                  |  |  |                     |                     |                     |   |                 |                 |       |       |
|  |                           |                           |                  |  |  |                     |                     |                     |   |                 |                 |       |       |